# 스티븐 도프
스티븐 도프(Stephen Dorff, 1973년 7월 29일 ~ )는 미국의 배우이다.

## 출연 작품

### 영화
- 게이트 (1987)
- 파워 오브 원 (1992)
- 전격 특명 작전 (1992, Rescue Me)
- 백비트 (1993)
- 킬러 나이트 (1993)
- S.F.W. (1994)
- 블러드 앤 와인 (1996)
- 나는 앤디 워홀을 쏘았다 (1996)
- 블레이드 (1998)
- 세실 B. 디멘티드 (2000)
- 스틸 (2002)
- 피어닷컴 (2002)
- 리벤지 45 (2006)
- 월드 트레이드 센터 (2006)
- 퍼블릭 에너미 (2009)
- 썸웨어 (2010)
- 신들의 전쟁 (2011)
- 아이스맨 (2012)
- 자칼 (2017)
- Wheeler (2017)
- 레더페이스 (2017) - 핼 하트먼 역
- Don't Go (2018)
- 너를 찾아서 (2019, I'll Find You)
- 올드 헨리 (2021)

### 텔레비전
- 트루 디텍티브 (2019)

### 뮤직 비디오
- Cryin' - 에어로스미스 (1993)
- Rollin' - 림프 비즈킷 (2000)
- Everytime - 브리트니 스피어스 (2004)